# Daniel François Malan
Daniel François Malan (født 22. maj 1874, død 7. februar 1959) premierminister i Sydafrika fra 1948 til 1954. Han betragtes som en af hovedmændene bag den afrikanske nationalisme og da hans National Party kom til magten indførte de apartheid.